# ショック・ドゥ・オランピック
ショック・ドゥ・オランピック（仏 : Choc des Olympiques, 英 : Clash of the Olympics）は、クラブ名にオランピック（英 : オリンピック）を冠するフランスのふたつのサッカークラブ、オリンピック・マルセイユとオリンピック・リヨンの対戦のことである。フランス語での発音はショック・デ・ゾランピック。フランスの有力なテレビ局であるCanal+はこの対戦をスペインのエル・クラシコ（レアル・マドリードとFCバルセロナの対戦）になぞらえてオランピコ（Olympico）と表現している。
ル・クラスィク（マルセイユ対パリ・サンジェルマンFC）とは異なり、ライバル意識が暴力沙汰に結びつくことはないが、ダービーの結果は選手・監督・サポーター・会長同士のヒエラルヒーにつながる。両クラブ間でリーグ・アン優勝が争われることも多く、リーグ・アンで4連覇以上した経験があるのはマルセイユ（2度）、リヨン、ASサンテティエンヌ、パリ・サンジェルマンの4クラブだけである。

## 歴史
1945年9月23日の初対戦は1-1の引き分けに終わった。1970年代までにディヴィジョン・アン（リーグ・アンの前身）で4度優勝しているマルセイユに対して、リヨンはディヴィジョン・ドゥ（2部、リーグ・ドゥの前身）に在籍することも多く、両者の間には明確な実績の差があったが、1986年にはジャン＝ミシェル・アウラスがリヨンの会長に就任してチーム強化に乗り出し、両者のライバル意識はいっそう強くなった。1988-89シーズンにはマルセイユが17シーズンぶりにリーグ優勝し、1993-94シーズンまで5連覇を果たしたが、ベルナール・タピの八百長スキャンダルにより最後のシーズンのタイトルは剥奪され、ディヴィジョン・ドゥ降格処分が下された。なお、マルセイユは1990-91シーズンに本拠地スタッド・ヴェロドロームでリヨンを7-0の大差で下しており、1992-93シーズンにはUEFAチャンピオンズカップで優勝している。マルセイユのディヴィジョン・アン復帰後の1996-97シーズンには、リヨンが本拠地スタッド・ジェルランでマルセイユを8-0の大差で下して6シーズン前の雪辱を遂げた。この勝利は現在でもダービーでの最大得点差勝利記録として残っている。リヨンは2000年代にフランスサッカー界を支配し、マルセイユの4連覇を凌ぐリーグ戦7連覇を果たした。

## 過去の名勝負
リヨンは1989年にディヴィジョン・アン（1部）復帰を決めた新興クラブであり、マルセイユはこのシーズンのUEFAチャンピオンズカップで決勝進出を果たすことになる強豪クラブであった。1991年1月13日にヴェロドロームで行われたダービー（マルセイユ 7-0 リヨン）で、フランス代表のエリック・カントナとジャン＝ピエール・パパン、ガーナ代表のアベディ・ペレなど強力な攻撃陣を擁するマルセイユは、このダービー史上最大となる7点差を付けてリヨンに勝利した。なお、この試合でリヨンを指揮していたのは指導者としての経歴の浅いレイモン・ドメネクであった。1996-97シーズンの最終節に組まれたダービー（リヨン 8-0 マルセイユ）では、1分のアラン・カヴェリアの得点でリヨンが早々に先制した。その後、リヨンは怒涛の攻撃で27分間に6点を奪い、ハーフタイムまでにリヨンが7-0とリードした。54分にはリュドヴィク・ジュリがハットトリック達成となる8点目を決め、リヨンがダービー史上最大差記録を塗り替えて勝利した。
マルセイユは2006-07シーズン開幕からの9試合で1敗しかせず、自信を持って2006年10月22日のダービー（マルセイユ 1-4 リヨン）に臨んだ。しかし、20分にリヨンのジュニーニョ・ペルナンブカーノが直接フリーキックを決めて先制し、後半開始すぐには18歳のカリム・ベンゼマが追加点を決めた。70分にはマルセイユのアビブ・バモゴが1点を返したが、その後のマルセイユは反撃よりもさらなる失点を防ぐ道を選び、ホームのサポーターからブーイングを浴びた。78分にはジュニーニョが再び直接フリーキックでゴールネットを揺らし、その3分後にはキム・シェルストレームが駄目押しの4点目を決めた。敵地ヴェロドロームでリヨンが4-1で勝利するのは、2003年11月以来2度目であった。
2007年1月31日、両者はクープ・ドゥ・フランスラウンド16（マルセイユ 2-1 リヨン）で対戦し、18分にリヨンのクリスがフリーキックをヘディングシュートして先制点を挙げた。マルセイユは決定機を作れずに0-1の状況が続き、マルセイユの勝ち上がりの可能性は時間とともに減少していったが、88分にMickaël Pagisが同点弾を決め、ロスタイム1分にママドゥ・ニアングがクロスからヘディングシュートを決めて逆転した。リヨンはロスタイムに得点して勝利を掴むスペシャリストであったが、この試合ではマルセイユがリヨンのお株を奪って準々決勝進出を決めた。その後、マルセイユは決勝に進出したが、FCソショーに2-2(PK 4-5)で敗れて準優勝に終わっている。
2007年11月11日のダービー（リヨン 1-2 マルセイユ）を前にして、リヨンは好調を維持してリーグ5位以内に付けていたが、マルセイユは監督交代などもあって降格圏内をさまよっていた。7分のジュニーニョの得点でリヨンが先制し、10分のニアングの得点でマルセイユが追いついた。マルセイユのスティーヴ・マンダンダがベンゼマの決定機を何回も防ぎ、43分にニアングが逆転ゴールを決めた。リヨンは後半も試合を支配したが、マルセイユ守備陣は試合終了までリヨンの攻撃を防ぎ切り、敵地ジェルランでは2004年4月以来の勝利を手にした。その後、マルセイユは降格圏から脱し、5ヶ月後の2008年4月6日のダービー（マルセイユ 3-1 リヨン）時にはUEFAチャンピオンズリーグ出場権を争う位置に浮上していた。マルセイユはダービー前の11戦でわずか1敗と好調であったが、対するリヨンは1月から2月中旬の不振が響いて、優勝を争うFCジロンダン・ボルドーに対する勝ち点差が縮小していた。マルセイユは試合開始直後から攻撃的な姿勢を見せ、30分までにニアングとジブリル・シセの得点で2点のリードを築いた。リヨンは相手のミスから1点を返したが、後半序盤にニアングが追加点を決め、3-1でマルセイユが勝利した。同一シーズンのリーグ戦でマルセイユがリヨンに対して2勝したのは、ホーム&アウェー制がリーグ・アンで採用された1983-84シーズン以来初の出来事であった。
2008年12月14日のダービー（リヨン 0-0マルセイユ）はハテム・ベン・アルファがジェルランに帰還した試合として注目を集めたが、退屈で見るに堪えない試合となった。ベン・アルファは7年をリヨンで過ごして4度のリーグ優勝を経験したが、この年の夏にライバルのマルセイユに移籍していた。彼がボールに触る度にリヨンサポーターからヤジが飛ばされ、80分にベンチに退く際にはブーイングが浴びせられた。2009年5月17日のダービー（マルセイユ 1-3 リヨン）は、首位のマルセイユが3位のリヨンを受けて立つ状況で行われた。リヨンは既に優勝争いから脱落していてプレッシャーがなく、対するマルセイユは1991-92シーズン以来久々のリーグ優勝を目前にして強い重圧の中にあった。31分にリヨンのベンゼマがPKを決めて先制し、42分にはベンゼマが追加点を決めた。80分にはシルヴァン・ヴィルトールが1点を返したが、試合終了間際にジュニーニョが直接フリーキックを決めて再び2点差とした。マルセイユは自滅気味の敗北を喫し、前日に試合を終えていたボルドーに逆転されて2位に後退した。マルセイユはシーズンの残り2試合を連勝したが、リヨン戦の黒星が響いて優勝を逃した。なお、この試合は293万人がテレビ観戦し、リーグ・アン史上最多の観戦者数を記録した試合となった。
2009年11月8日のダービー（リヨン 5-5 マルセイユ）は、両クラブともUEFAチャンピオンズリーグの重要な試合を終えた直後に行われた。リヨンがリーグ優勝するためにはダービーでの勝利が必要であり、一方のマルセイユはリーグ中位で苦しんでいた。試合は3分にリヨンのミラレム・ピャニッチが決めた先制点で幕を開け、11分にマルセイユのスレイマン・ディアワラがコーナーキックからヘディングシュートを決めて同点とした。14分にはリヨンのシドニー・ゴブが爆発的なドリブルから再びリードを奪ったが、44分にマルセイユのブノワ・シェイルーが強烈なミドルシュートでネットを揺らし、2-2で前半を終えた。後半にはマルセイユのアルナ・コネとブランドンがそれぞれ得点し、マルセイユが4-2と2点のリードを築いたが、80分と83分(PK)にリヨンのリサンドロ・ロペスが得点して追いついた。ロスタイム1分にはリヨンのミシェル・バストスが逆転弾を決め、試合が決まったかと思われたが、最終プレーでリヨンのジェレミー・トゥラランがボールをクリアしようとしてオウンゴールを喫し、最終的に5-5で両者が勝ち点を分け合った。1試合で両チーム合わせて10点が生まれたのはリーグ・アン史上5度目の出来事であり、この試合はフランスサッカー史上最高の試合のひとつに数えられる。
2011年5月8日のダービー（リヨン 3-2 マルセイユ）は2年前とは逆の状況で行われた。かつてとは異なり、リヨンは優勝争いから脱落し、マルセイユはリールと優勝を争っていた。10分にマルセイユのロイク・レミーがゴールネットを揺らしたが、直前のプレーでアンドレ・アイェウにハンドの反則があったとしてレミーの得点は認められなかった。25分にはリヨンのリサンドロ・ロペスがS・ディアワラに倒されてPKを得て、L・ロペスが自分でPKを決めて先制した。69分にはリヨンのセサル・デルガドが追加点を挙げたが、その直後の70分にはマルセイユのルイス・ゴンサレスが反撃の狼煙となる得点を決め、78分にはコーナーキックからレミーが同点弾を決めた。しかし84分、リヨンのクリスが魅惑的なボレーシュートで劇的な決勝点を決めた。このダービーの結果でマルセイユのリーグ優勝の夢は打ち砕かれ、数週間後にリールがリーグ優勝を果たした。

## 記録と統計
2011年5月8日までに全大会を通じて99度のダービーが開催された。リーグ戦ではマルセイユが29勝し、28勝のリヨンをわずかに上回っている。2009年11月8日にスタッド・ジェルランで行われた試合は5-5となり、ダービーでの最多得点試合となった。マルセイユの最大得点差勝利は1991年1月13日に行われた試合の7-0であり、リヨンの最大得点差勝利は1997年5月24日に行われた試合の8-0である。
リヨンの最多得点者は6得点のソニー・アンデルソンである。シドニー・ゴブとジュニーニョ・ペルナンブカーノが5得点でアンデルソンに続いている。
2011年5月8日時点
|                            | リヨン勝利 | 引き分け | マルセイユ勝利 | リヨン得点 | マルセイユ得点 |
| -------------------------- | ---------- | -------- | -------------- | ---------- | -------------- |
| リーグ・アン               | 28         | 33       | 29             | 140        | 152            |
| クープ・ドゥ・フランス     | 3          | 1        | 5              | 11         | 13             |
| クープ・ドゥ・ラ・リーグ   | 0          | 0        | 0              | 0          | 0              |
| トロフェ・デ・シャンピオン | 0          | 0        | 0              | 0          | 0              |
| 通算                       | 31         | 34       | 34             | 151        | 165            |

## 移籍
クラブ間に強いライバル意識が存在するため、両クラブでプレーしたことのある選手は少ないが、著名な選手ではアフリカ年間最優秀選手賞に輝いたガーナ代表のアベディ・ペレ、フランス代表のマニュエル・アモロスとパスカル・オルメタなどが両クラブでのプレーを経験している。この3人はいずれもマルセイユのリーグ5連覇に貢献し、1993年にはUEFAチャンピオンズリーグ優勝を果たした。アモロスは、マルセイユとリヨンの2クラブ間の移籍後に前のクラブに復帰した唯一の選手である。彼は1987年から1993年までマルセイユに在籍し、その後2シーズンをリヨンで過ごした後、1995年にマルセイユに復帰した。ソニー・アンデルソンはマルセイユで印象的な1シーズンを過ごした後、リヨンに加入してクラブの象徴的な選手となった。ハテム・ベン・アルファはリヨンの下部組織で神童と崇められ、2008年のマルセイユ移籍時には強く批判された。フロリアン・モーリスは1990年代半ばにマルセイユで最も影響力のある選手のひとりであり、リヨンでも安定したプレーを見せた。

### マルセイユからリヨンに移籍

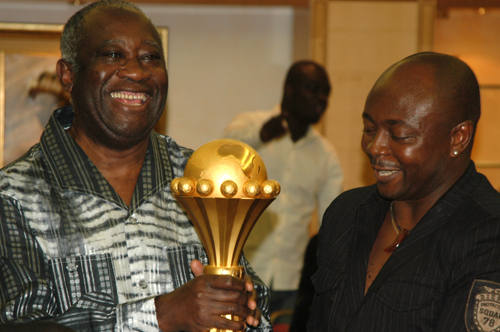
1993年にマルセイユからリヨンに移籍したアベディ・ペレ（右）

他クラブを経由しての間接的な移籍も含む
| 名前                 | ポジション | マルセイユ | マルセイユ | マルセイユ | リヨン  | リヨン | リヨン |
| 名前                 | ポジション | 期間       | 出場       | 得点       | 期間    | 出場   | 得点   |
| -------------------- | ---------- | ---------- | ---------- | ---------- | ------- | ------ | ------ |
| ベノワ・ペドレッティ | MF         | 2004–05    | 31         | 3          | 2005–06 | 36     | 2      |
| レイナール・ペドロス | MF         | 1996–99    | 21         | 1          | 1997–98 | 15     | 2      |
| ソニー・アンデルソン | FW         | 1993–94    | 24         | 16         | 1999–03 | 154    | 91     |
| パスカル・オルメタ   | GK         | 1990–93    | 84         | 0          | 1993–96 | 131    | 0      |
| マニュエル・アモロス | DF         | 1989–93    | 102        | 2          | 1993–95 | 68     | 3      |
| アベディ・ペレ       | MF         | 1987–93    | 111        | 23         | 1993–94 | 29     | 3      |
| Ali Bouafia          | MF         | 1987–88    | —          | —          | 1988–92 | —      | —      |
| アルベール・エモン   | FW         | 1968–77    | 137        | 33         | 1981–86 | 60     | 17     |

### リヨンからマルセイユに移籍

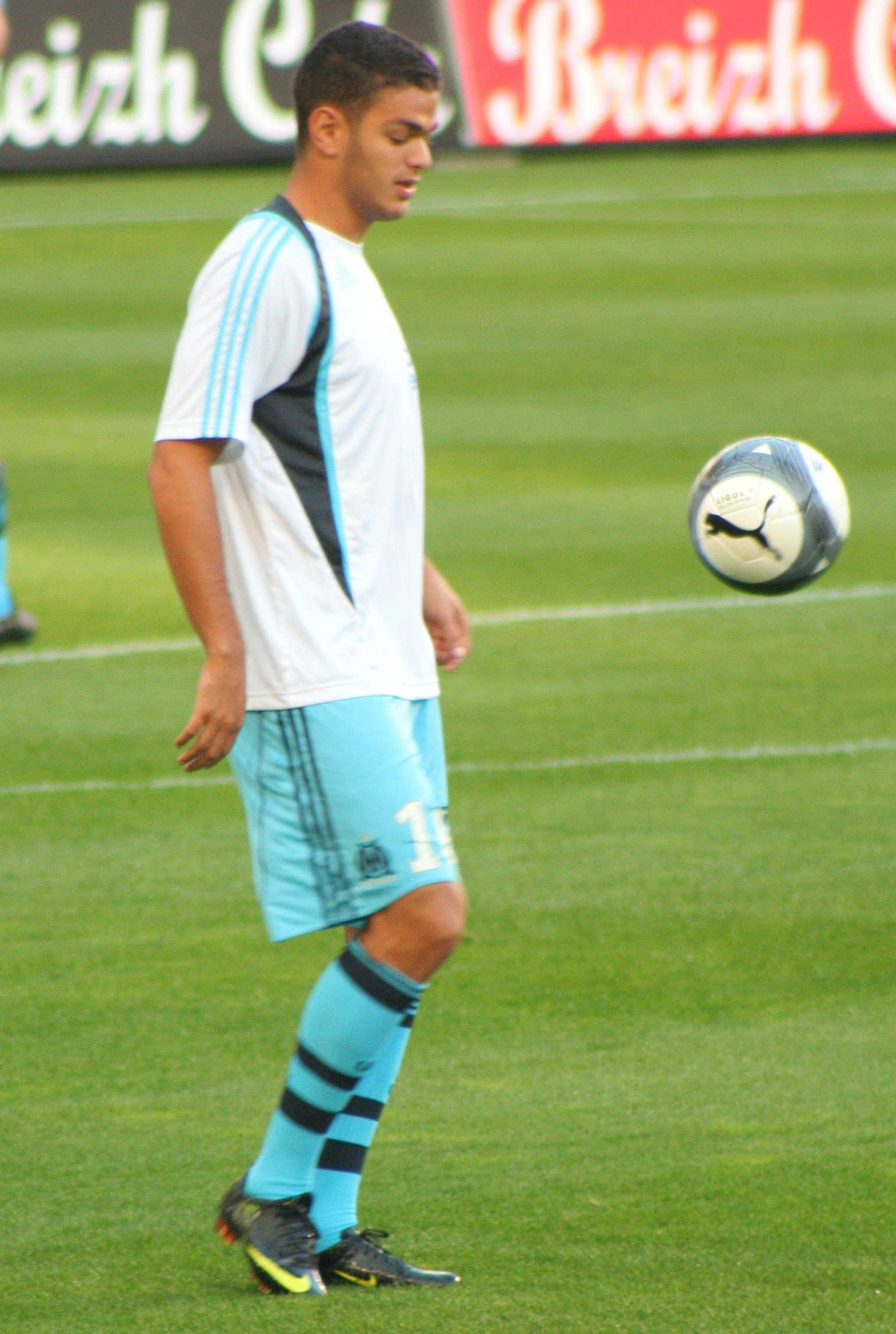
2008年にリヨンからマルセイユに移籍したハテム・ベン・アルファ

他クラブを経由しての間接的な移籍も含む
| 名前                         | ポジション | リヨン    | リヨン | リヨン | マルセイユ | マルセイユ | マルセイユ |
| 名前                         | ポジション | 期間      | 出場   | 得点   | 期間       | 出場       | 得点       |
| ---------------------------- | ---------- | --------- | ------ | ------ | ---------- | ---------- | ---------- |
| ハテム・ベン・アルファ       | MF         | 2004–2008 | 92     | 12     | 2008–      | 58         | 8          |
| シルヴァン・ヴィルトール     | FW         | 2004–2007 | 114    | 32     | 2009       | 15         | 2          |
| ベノワ・ペドレッティ         | FW         | 2001–2004 | 126    | 46     | 2004–2005  | 42         | 10         |
| スティーヴ・マルレ           | FW         | 2000–2001 | 49     | 18     | 2003–2005  | 64         | 17         |
| フロリアン・モーリス         | FW         | 1991–1997 | 126    | 44     | 1998–2001  | 62         | 23         |
| マニュエル・アモロス         | DF         | 1993–1995 | 66     | 3      | 1995–1996  | 16         | 0          |
| ダニエル・ブラヴォ           | MF         | 1997–1998 | 14     | 4      | 1998–1999  | 21         | 1          |
| エリック・ロワ               | MF         | 1993–1996 | 111    | 9      | 1996–1999  | 87         | 10         |
| ブリュノ・ヌゴッティ         | DF         | 1988–1995 | 237    | 13     | 2000–2001  | 32         | 0          |
| François Lemasson            | GK         | 1987–1990 | 101    | 0      | 1998–1999  | 5          | 0          |
| ジャン＝フランソワ・ドメルグ | DF         | 1982–1983 | —      | —      | 1986–1988  | 73         | 6          |
| ダニエル・シュエルプ         | MF         | 1977–1981 | 95     | 23     | 1981–1986  | 19         | 3          |
| ジャン・ティガナ             | MF         | 1978–1981 | 104    | 15     | 1989–1991  | 76         | 1          |